# Klaes Molenaer
Pour les articles homonymes, voir Molenaer.
Klaes Molenaer ou Nicolaes Molenaer ou Claes Molenaer (vers 1626-1629, Haarlem - 1676, Haarlem) est un peintre néerlandais du siècle d'or. Il est connu pour ses peintures de paysages d'hiver.

## Biographie
Klaes Molenaer est né vers 1626-1629 à Haarlem aux Pays-Bas.
Il est le frère des peintres Jan Miense Molenaer et Bartholomeus Molenaer (en).L'artiste devient membre de la guilde de Saint-Luc en 1651. Il demeure actif à Haarlem entre 1644 et 1676. Il a été influencé par Jacob van Ruisdael et Isaac van Ostade, et lui-même influencera le peintre Lowys Blommaert. 
Il meurt en 1676 à Haarlem et est enterré le 31 décembre 1676 à l'Église Saint-Bavon de Haarlem.

## Œuvres
- Auberge au bord de l'eau ou L'hostellerie du cygne[2] (vers 1650), huile sur bois, 53 × 48 cm, Gray (Haute-Saône), musée Baron Martin.
- Paysage d'hiver (1660-1670), huile sur bois, 37 × 49 cm, Montpellier, musée Fabre.
- Patineurs[3], huile sur bois, 30 × 56 cm, Le Havre, musée Malraux.
- Blanchisserie[4], huile sur bois, 59,5 × 85 cm, Lille, palais des beaux-arts.
- Lisière de bois en hiver[5], huile sur bois, 53,5 × 41 cm, Dijon, musée national Magnin.
- Auberge au bord de l'eau ou l'Hostellerie du cygne, huile sur toile, 59 x 48 cm, legs d'Albert Pomme de Mirimonde à la RMN, affecté au musée de Gray, Gray (Haute-Saône), musée Baron-Martin.
- Paysage[6], huile sur bois, 47 × 64 cm, Bordeaux, musée des beaux-arts.